# Lithosia sakia
Lithosia sakia là một loài bướm đêm thuộc phân họ Arctiinae, họ Erebidae.